# Rivière Vermilion
Le fleuve Vermilion (ou Rivière Vermillon par mauvaise traduction habituelle du faux ami River qui signifie ici Fleuve ; ou bayou Vermilion) est un cours d'eau de la Louisiane qui coule dans la région de l'Acadiane pour aller se jeter, à marée basse, dans la baie Vermilion, située sur le golfe du Mexique. Ce petit fleuve côtier doit son nom à ses reflets rougeâtres ; il lui fut donné par les Louisianais à l'époque de la Louisiane française.
Le fleuve Vermilion est un aber recevant en profondeur les eaux de la mer à marée montante. Il est alimenté en eau de mer lors des marées hautes, où l'estran remonte à l'intérieur des terres jusqu'à la ville de Lafayette. La rivière Vermilion est alimentée également par de nombreux bayous, notamment le bayou Teche, qui se jettent dans son lit. Lors des marées hautes, le niveau s'élève et le flux se déverse dans les bayous en amont, notamment dans le bayou Teche et le bayou Tortue, d'où les eaux redescendent, à marée basse, vers la mer par ce même chenal naturel.
Son cours longe et sépare la paroisse de Lafayette de la paroisse de Saint-Martin. Le fleuve Vermilion rejoint la côte du golfe du Mexique à la hauteur de l'Intracoastal City (en français : Ville Intercôtière), après avoir traversé la ville d'Abbeville.
Dans le cadre du "Projet Eau-Fraîche Teche-Vermilion" (Teche-Vermilion Freshwater Project), commencé en 1976 et complété en 1982, une station de pompage a été construite sur la rivière Atchafalaya avec une capacité de pompage de 29 m3 d'eau fraîche par seconde dans le bayou Courtableu et le fleuve Vermilion.